# موهی
موهی (به مجاری:  Muhi) یک شهرداری در مجارستان است که در بورشود-آبااوی-زمپلن واقع شده‌است. موهی ۹٫۶۲ کیلومتر مربع مساحت و ۵۳۸ نفر جمعیت دارد.